# Erosão espacial

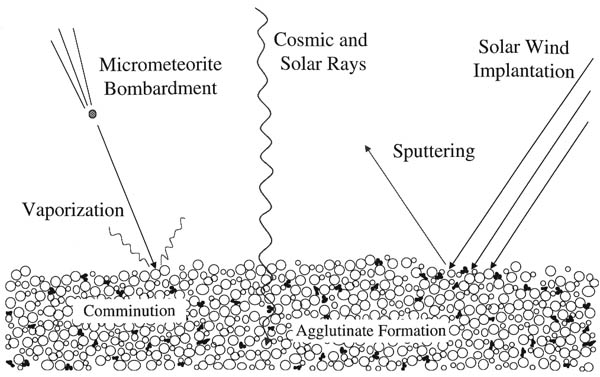
Os principais processos que causam erosão espacial.

Erosão espacial é um termo utilizado para descrever vários processos que podem ocorrer em qualquer astro diretamente exposto ao ambiente hostil do espaço sideral, devido à falta de uma atmosfera. Estes processos incluem:
- Colisões de raios cósmicos.
- Erosão causado por partículas do vento solar.
- Bombardeio causado por meteoritos.